# Snåsa (stacja kolejowa)
Snåsa – stacja kolejowa w Snåsa, w okręgu Trøndelag w Norwegii, jest oddalona od Trondheim o 181,64 km. Jest położona na wysokości 70,6 m n.p.m.

## Ruch dalekobieżny
Leży na linii Nordlandsbanen. Stacja przyjmuje trzy pary pociągów do Trondheim i Bodø.

## Obsługa pasażerów
Wiata, poczekalnia, parking na 15 miejsc, kawiarnia, telefon publiczny, skrytki bagażowe, kiosk i kawiarnia (100 m), autobus, ułatwienia dla niepełnosprawnych, postój taksówek.. Odprawa podróżnych odbywa się w pociągu.